# Ban Kulin
Kulin (nacido ca. 1163 - muerto en 1204) fue un gobernante bosnio con el título de ban, conferido por el emperador Manuel I Comneno entre 1180 y 1204. Vasallo del Imperio Bizantino, luego pasó a serlo del Reino de Hungría. Es el fundador de la dinastía de los Kulinić.
En 1130, Bosnia surgió como un estado independiente bajo el liderazgo de Kulin, "Ban" (rey) de Bosnia. El reino de Bosnia se estableció bajo el dominio del rey Stephan Nemanja, rey de Serbia. Era un reino pequeño en comparación con reinos como Inglaterra o Francia. Los imperios más poderosos de la zona en ese momento eran el Imperio Húngaro, el Sacro Imperio Romano Germánico y el Imperio Otomano. Ban Kulin gobernó hasta 1204; su reinado se caracterizó por la paz e incluso hoy en día se lo reconoce como una época de paz dentro de Bosnia. Era la llamada "edad de oro de Ban Kulin", en la que Bosnia estaba surgiendo como un país independiente y reconocido por otras naciones.
El 29 de agosto de 1189, Kulin envió una carta al Príncipe de Dubrovnik, Krvaš, con el fin de regular las relaciones comerciales entre Bosnia y la República de Dubrovnik. Este documento se conocería para la posteridad como la Carta de Ban Kulin, el documento estatal bosnio más antiguo conservado y uno de los documentos más importantes en la historia de Bosnia y Herzegovina. Es asimismo el primer documento diplomático emitido por el gobernante de Bosnia para un gobernante de otro estado. Se considera uno de los primeros y más importantes documentos entre los países de esta parte de Europa sobre la cooperación comercial y la libertad de circulación de personas y mercancías y el derecho a permanecer en Bosnia, y la seguridad garantizada por el propio Ban Kulin. ¹
- Datos: Q389903
- Multimedia: Ban Kulin / Q389903